# Canastra
Canastra là một chi thực vật có hoa trong họ Hòa thảo (Poaceae).

## Loài
Chi Canastra gồm các loài: